# Alpargatas
Alpargatas S.A., precedentemente conosciuta come São Paulo Alpargatas, è una azienda manifatturiera brasiliana fondata nel 1907, con sede a San Paolo. 
Il prodotto principale di Alpargatas è Havaianas, uno dei maggiori marchi brasiliani di infradito in gomma introdotto in commercio nel 1962 e ispirata ai sandali giapponesi zōri. La gamma di prodotti di Alpargatas S.A. include anche borse e scarpe.

## Storia
L'azienda fu fondata nel 1907, con il nome di Fábrica Brasileira de Alpargatas e Calçados, dall'immigrato scozzese Robert Fraser in associazione con una società inglese. Fraser ha poi fondato fabbriche di Alpargatas anche in Argentina e Uruguay.

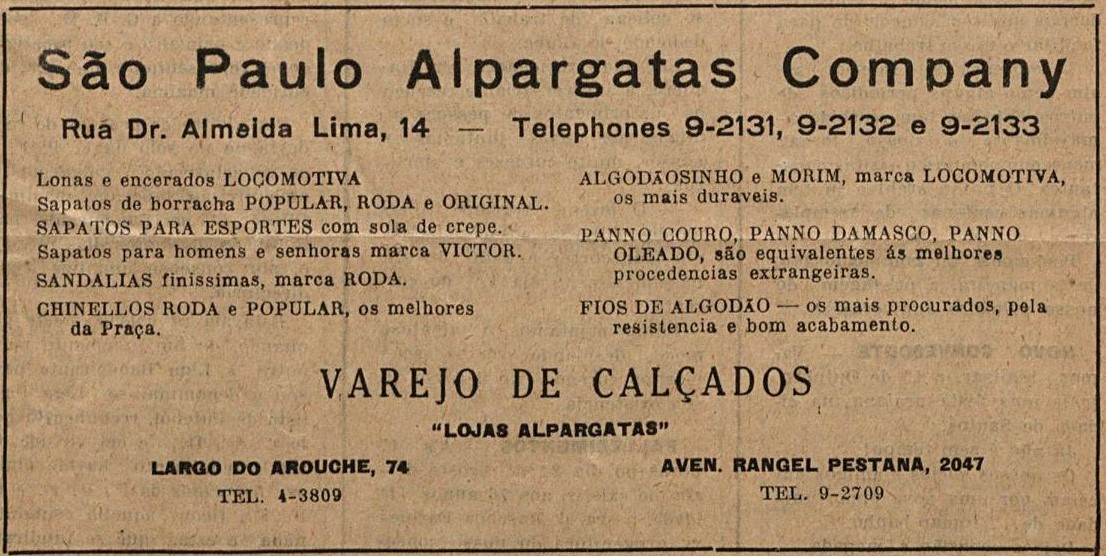
Pubblicità del 1935 dei prodotti fabbricati dalla São Paulo Alpargatas Company

La produzione iniziò nel quartiere Mooca della città di San Paolo. Già nel 1909, l'azienda, con il nome di São Paulo Alpargatas Company S.A., trovò successo nella vendita dei suoi prodotti attraverso l'uso di sandali e tele nella produzione di caffè.
Negli anni '30, il controllo azionario di São Paulo Alpargatas fu trasferito alla società argentina Alpargatas Argentina. Tuttavia, nel 1982, dopo un graduale processo di nazionalizzazione del capitale iniziato nel 1948, São Paulo Alpargatas cessò di avere una partecipazione argentina e passò al controllo del gruppo Camargo Corrêa, allora il suo maggiore azionista.

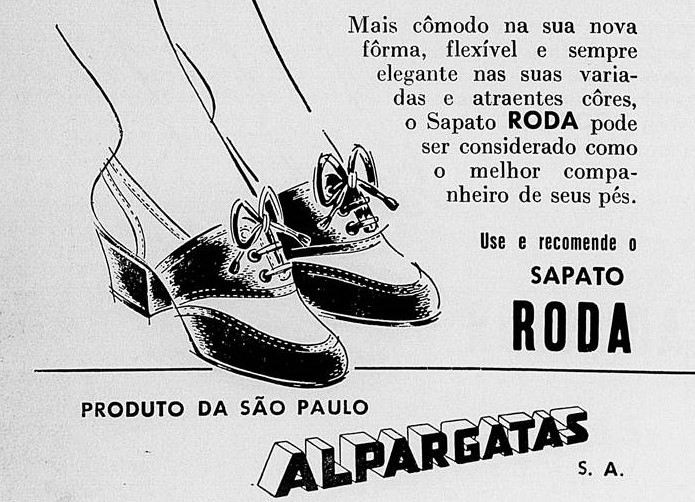
Pubblicità del 1946 delle scarpe Roda prodotti da São Paulo Alpargatas.

Nell'ottobre 1999, l'azienda aveva acquisito oltre il 3% di Alpargatas Argentina, la sua precedente società madre, diventando la più grande azienda calzaturiera del Sud America, Nel 2007, Alpargatas S.A. (attraverso Camargo Corrêa) ha rilevato Alpargatas Argentina, che (al momento dell'acquisto) aveva debiti per 370 milioni di dollari. São Paulo Alpargatas assunse il controllo del 35% della filiale argentina per 51,7 milioni di dollari, con Camargo Corrêa che aveva precedentemente acquisito la società di cemento Loma Negra un anno prima.
Nel 2012, Alpargatas ha aggiornato il suo logo. Il 2 novembre 2015, Alpargatas vende i marchi Topper e Rainha al gruppo guidato da Carlos Wizard Martins per 48,7 milioni di reais.
Nel novembre 2015, il gruppo Camargo Corrêa vende Alpargatas al conglomerato J&F Investimentos, proprietario dell'azienda alimentare JBS S.A., per 2,67 miliardi di reais.
Il 12 luglio 2017, le società Cambuhy Investimentos e Brasil Warrant (entrambe di proprietà della famiglia Moreira Salles) e la holding Itaúsa hanno acquistato Alpargatas per 3,5 miliardi di reais. L'acquisizione è stata approvata dal Consiglio amministrativo per la difesa economica nello stesso anno.